# Dipavamsa
Le Dīpavaṃsa (litt. Chronique de l'île en langue pâli), est le plus ancien document historique connu de Sri Lanka, censé avoir été rédigé au IVe siècle apr. J.-C. Avec le Mahavamsa, il constitue une source de récits de l'histoire ancienne du Sri Lanka et de l'Inde, en particulier de l'histoire du bouddhisme theravāda,.

#### Traductions en anglais
- Dîpavamsa. An Ancient Buddhist Historical Record, trad. en angl. Hermann Oldenberg, Londres, 1879, 227 p. [lire en ligne (page consultée le 16 septembre 2024)]
- Dîpavamsa, édition et trad. B. C. Law, Ceylon Historical Journal, vol. 7, 1947.
- Wilhelm Geiger, The Mahâvamsa, or The Great Chronicle of Ceylon, Londres, 1912 [lire en ligne (page consultée le 16 septembre 2024)].

#### Études
- (de) Wilhelm Geiger, Dîpavamsa und Mahâvamsa, und die geschichtliche Überlieferung in Ceylon, Deichert, 1905 ; rééd. Asian Educational Services, 1992, 232 p.
- Jean Przyluski, « Les sept terrasses du Barabudur », Harvard Journal of Asiatic Studies, vol. I, n° 2, 1936, p. 251-256. [lire en ligne (page consultée le 16 septembre 2024)]
- Law Bimala Churn, The Chronicle of the Island of Ceylon, or The Dipavamsa. A Historical Poem of the 4th century A.D. Edited with an introduction, Maharagama, Saman Press, 1959.
- K. M. de Silva (en), History of Sri Lanka, Penguin, 1995, 782 p.  (ISBN 978-0-144-00015-9)